# Antonis Fostieris
Antonis Fostieris (en griego: Αντώνης Φωστιέρης) (nacido en Atenas 1953) es un poeta griego. Estudió derecho en la Universidad de Atenas e Historia del derecho en la Sorbona de París. Desde 1981, es coeditor, junto con Thanassis Niarchos, del prestigioso periódico literario I léxi (Η λέξη).
Fostieris pertenece a la llamada "generación de los 70" que es un término literario que se refiere a los autores griegos que comenzaron a publicar su obra durante los años 1970, especialmente hacia el final del Régimen de los Coroneles y los primeros años de Metapolitefsi.

## Poesía selecta
- Το μεγάλο ταξίδι (El gran viaje), 1971
- Ποίηση μέσα στην ποίηση-Σκοτεινός έρωτας (Poesía dentro de la poesía), 1977
- Ο Διάβολος τραγούδησε σωστά (El diablo canta afinado), 1981
- Το να και το θα του θανάτου (Ni y la Theta de la muerte), 1987
- Η σκέψη ανήκει στο πένθος, 1996